# 弗雷瑞斯山口
弗雷瑞斯山口（法語：Col du Fréjus）是位於意大利法國邊境科蒂安山之上的山口，它連接巴多内基亚與莫达讷，海拔2,542米。山口上的小路沒有鋪砌路面，僅限於徒步通行。